# Il sentiero dei pugnali
Il sentiero dei pugnali (titolo originale: The Path of Daggers ) è l'ottavo libro del ciclo fantasy La Ruota del Tempo scritto dal romanziere statunitense Robert Jordan. Il libro è formato da un prologo e 31 capitoli ed è il più corto della serie. In Italia è edito da Fanucci.
Al momento della sua uscita, il libro salì immediatamente alla prima posizione della lista delle vendite dei migliori best seller, stilata dal prestigioso New York Times, dove poi rimase per alcuni mesi; fu perciò il primo libro della Ruota del Tempo ad ottenere questa posizione.
Mat Cauthon, uno degli altri protagonisti della saga, è assente da questo libro, a causa delle ferite che ha subito al termine del libro precedente. L'autore aveva già compiuto una simile operazione con un altro protagonista, Perrin Aybara, completamente assente nel libro quinto.

## Trama
Elayne Trakand, Nynaeve al'Meara, Aviendha e le altre numerose incanalatrici al loro seguito (Aes Sedai, Cercavento, Donne della Famiglia) si recano nella campagna dell'Altara e finalmente usano la Coppa dei Venti, il ter'angreal in grado di sistemare il clima impazzito per il tocco del Tenebroso. Quindi fuggono in Andor, di fronte all'avanzata dei Seanchan. Lungo la strada una Sorella Nera, rimasta sconosciuta, assassina Adeleas Namelle ed Ispan Shefar. Giunte finalmente a Caemlyn Elayne rivendica il Trono del Leone, quale legittima erede di Morgase.
Perrin Aybara da Cairhien si sposta nel Ghealdan, nel sud del continente, con un numeroso e variegato seguito, tra cui Berelain. È stato incaricato dal Drago Rinato di porre un freno agli eccessi dell'autoproclamato Profeta del Drago, Masema Dagar. Inoltre deve prendere contatti con la regina Alliandre di Ghealdan, che ha scritto una lettera al Drago, chiedendo discretamente protezione ed alleanza: quando si incontrano, di fronte al potere da ta'veren di Perrin, la regina si proclama sua vassalla. Alla fine del libro però, la moglie di Perrin, Faile ed altre donne che l'accompagnano (compresa la stessa regina Alliandre e Morgase che si finge una cameriera), vengono catturate dagli Aiel Shaido.
Le Aes Sedai ribelli ad Elaida muovono con il loro esercito da Salidar verso il confine tra l'Andor ed il Murandy. Laggiù hanno un importante incontro con un gruppo di nobili ed in seguito la giovane Amyrlin, Egwene al'Vere, e la sua fida consigliera, Siuan Sanche, riescono a manipolare le Aes Sedai, così da far proclamare una dichiarazione di guerra ad Elaida: grazie a questa Egwene ottiene poteri molto più vasti e dimostra di non essere un fantoccio nelle mani delle Adunanti. Ora perciò si preparano a viaggiare ed a porre Tar Valon sotto assedio.
Rand al'Thor, con centinaia di Asha'man ed altre numerose e composite truppe, respinge con spettacolari azioni l'invasione Seanchan nell'Altara. Alla fine, però, sia le truppe Seanchan che quelle di Rand subiscono notevoli perdite a causa dell'uso improprio di Callandor che, essendo difettosa, provoca un momento di disastrosa follia nel Drago. Le perdite conducono perciò ad una situazione di stallo. Al suo ritorno a Cairhien Rand subisce un attentato da parte di alcuni Asha’man traditori, ma per pochi istanti si salva, grazie probabilmente al suo essere un forte ta'veren.